# Френдлу (Западна Вирџинија)
Френдлу (енгл. Friendly) град је у америчкој савезној држави Западна Вирџинија.

## Демографија
По попису из 2010. године број становника је 132, што је 27 (-17,0%) становника мање него 2000. године.
| Група             | 2000.        | 2010.        |
| Белци             | 159 (100,0%) | 132 (100,0%) |
| Афроамериканци    | 0 (0,0%)     | 0 (0,0%)     |
| Азијати           | 0 (0,0%)     | 0 (0,0%)     |
| Хиспаноамериканци | 0 (0,0%)     | 0 (0,0%)     |
| Укупно            | 159          | 132          |